# Яким Сапунджиев
Яким (Йоаким) Кочов Сапунджиев е български просветен и църковен деец от късното Българско Възраждане в Македония.

## Биография
Сапунджиев е роден в 1836 година в Охрид, тогава в Османската империя, днес Северна Македония. Между 1867 и 1872 година работи като учител и секретар на българската община в Охрид. Оклеветен от владиката Мелетий Преспански и Охридски като панславист е хвърлен за няколко месеца в затвора в Дебър заедно с Георги Мустрев, Никола Мустрев, Стефан Мустрев и Григор Пърличев. Според Кузман Шапкарев Сапунджиев и Пърличев са освободени след ходатайство на братовчеда на Яким Йован Сапунджиев пред Фуад паша. Сапунджиев е книжар в Охрид между 1872 и 1875 година. В 1880 – 1883 година преподава в българското училище в Лерин. Секретар е на Охридската митрополия между 1891 и 1894 година, след което е служител в Българската екзархия в Цариград.
Женен е за Елисавета Капчева.
Умира в 1910 година в Охрид.
Съгражданинът му Петър Карчев пише за Сапунджиев:
| „ | Светла и незабравима е фигурата на Яким Сапунджиев като ратник в охридската възрожденска епопея. Неговите заслуги са изключително големи, макар името му и делата да стоят някак си затулени при изброяване на патриотическата роля на другите изтъкнати дейци. | “ |

Неговият син Александър Сапунджиев е председател на надзорния съвет на Охридското благотворително братство през 1938 година.